# 妙法寺 (桜川市)
妙法寺（みょうほうじ）は、茨城県桜川市にある天台宗の寺院。

## 歴史
延暦年間（782年 - 806年）、広智国講師が草庵を結んだことに由来する。その後、慈覚大師円仁がこの草庵を訪れ再建した。そういう歴史的経緯から円仁を開基としている。
承平天慶の兵乱により焼失した。しかし本尊の円仁作の地蔵菩薩は「沼のほとり」に避難し無事だった。この逸話から、「水縁地蔵尊」「水引地蔵尊」と呼ばれるようになった。
寛治年間（1087年 - 1094年）に藤原範明によって再建された。

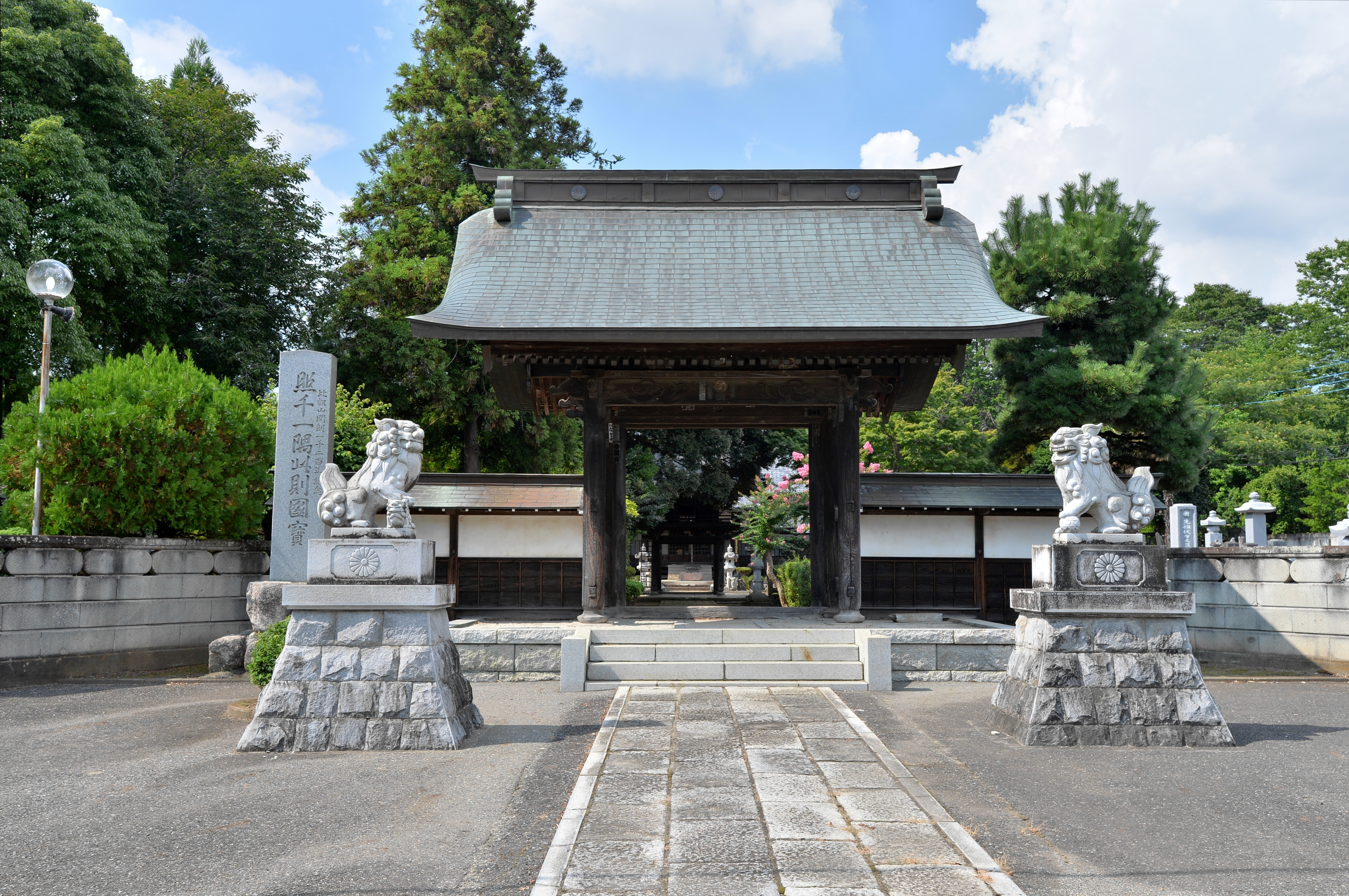
山門
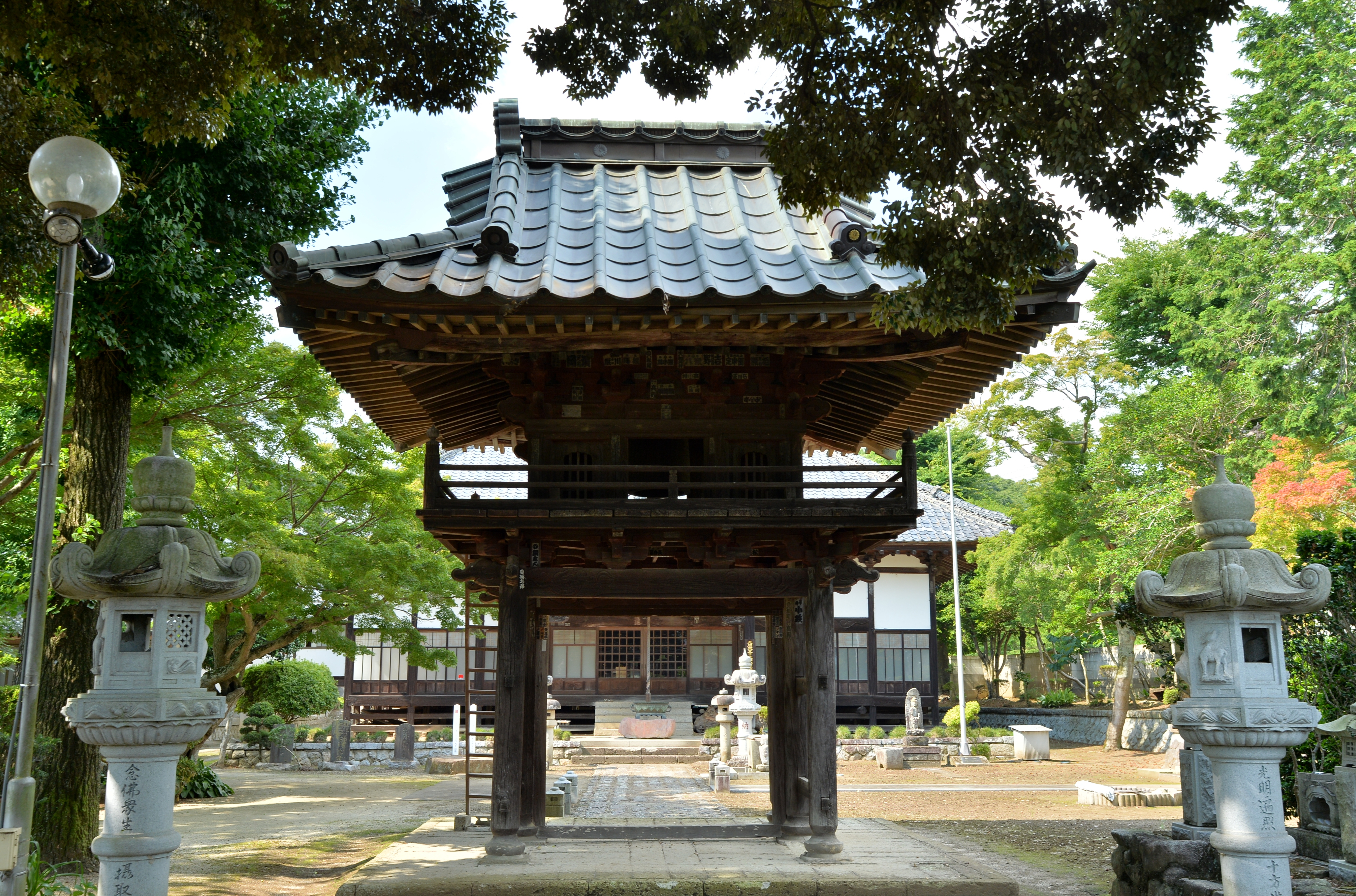
中門の二階が鐘撞き堂になっている
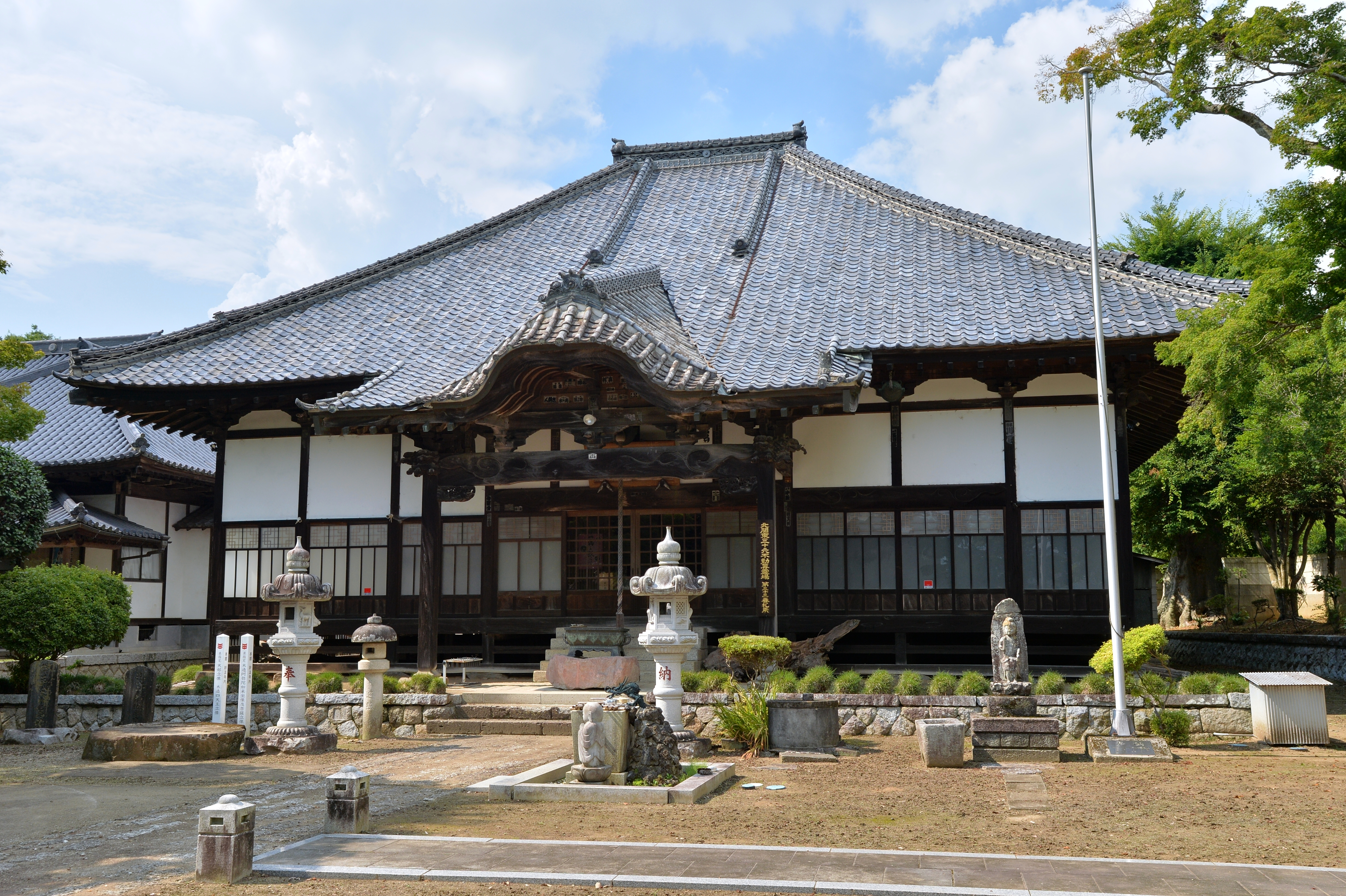
本堂

## 即身仏
当寺には、即身仏が祀られている。1686年（貞享3年）に入定した当寺住職舜義上人の即身仏である。関東地方で即身仏になることを志し、そして現在も祀られている唯一の事例である。
舜義上人は入定の際、中をくりぬいて空洞にした阿弥陀如来の石仏の中に入って即身仏となった。通常は土中の木製の座棺に入るのが一般的であり、石仏の中に入った舜義上人は珍しい例である。

## 交通アクセス
- 岩瀬駅より車15分。